# Ragnarock City
Ragnarock City (ラグナロックシティ?, Ragunarokku Shiti) è un fumetto giapponese di genere yuri del mangaka Satoshi Urushihara, pubblicato dal 2001 dalla casa editrice Gakken. In Italia è stato pubblicato da J-Pop nel 2011.
Il manga è ambientato in un mondo dove una larga popolazione di cyborg e robot ha ispirato l'abitudine per gli umani di mostrarsi quasi completamente nudi per dimostrare attraverso il proprio corpo l'appartenenza al genere umano. La storia ruota intorno al personaggio di Rachel Shiori Guardian, che arriva a Ragnarock City, la più grande città del mondo, per frequentare l'università. Qui conoscerà e stringerà amicizia con la bellissima Kaede, la studentessa più popolare, che diventerà rapidamente anche la sua amante.
Un CD drama ispirato a Ragnarock City è stato pubblicato nell'aprile 2003.